# Мельник, Владимир Максимович
Владимир Максимович Мельник (род. 2 января 1960, Кадиевка, Луганская область) — советский боксёр, чемпион и призёр чемпионатов СССР, чемпион Европы 1983 года, мастер спорта СССР международного класса (1982). Чемпион Польши 1988—1989 годов. Выступал за «Динамо» (Чебоксары).

## Биография
В 1983 году окончил Ленинградский военный институт физической культуры, в 1984 году — Чувашский сельскохозяйственный институт, в 2000 — курсы Президентской программы подготовки управленческих кадров для народного хозяйства в Чебоксарах. В 1983 году ему было присвоено звание Заслуженный работник физической культуры и спорта Чувашской АССР. Военнослужащий, капитан. В 2000 году стал вице-президентом Федерации бокса Чувашии. В 2005 году стал президентом Федерации бокса Чебоксар. С 2010 года — председатель тренерского совета Федерации бокса Чувашии и главный тренер по боксу Чувашии.

## Спортивные результаты
- Чемпионат СССР по боксу 1982 года — ;
- Бокс на летней Спартакиаде народов СССР 1983 года — ;
- Чемпионат СССР по боксу 1986 года — ;